# Asiagomphus amamiensis
Asiagomphus amamiensis är en trollsländeart. Asiagomphus amamiensis ingår i släktet Asiagomphus och familjen flodtrollsländor.
Denna trollslända förekommer på Amamiöarna och på ön Okinawa som tillhör Japan. Arten hittas intill vattendrag i kulliga eller bergiga landskap med varierande växtlighet. Beståndet hotas av vattenföroreningar och av landskapsförändringar som vägbyggen. Hela utbredningsområdet uppskattas vara 500 km² stort. IUCN listar arten som nära hotad (NT).

## Underarter
Arten delas in i följande underarter:
- A. a. amamiensis
- A. a. okinawanus